# Andelfingen (gemeente)
Andelfingen is een gemeente en plaats in het Zwitserse kanton Zürich, en maakt deel uit van het district Andelfingen.
Andelfingen telt 1714 inwoners.

## Geschiedenis
Op 1 januari 2023 werden Adlikon en Humlikon opgenomen in de gemeente Andelfingen.